# Diele (Lokal)

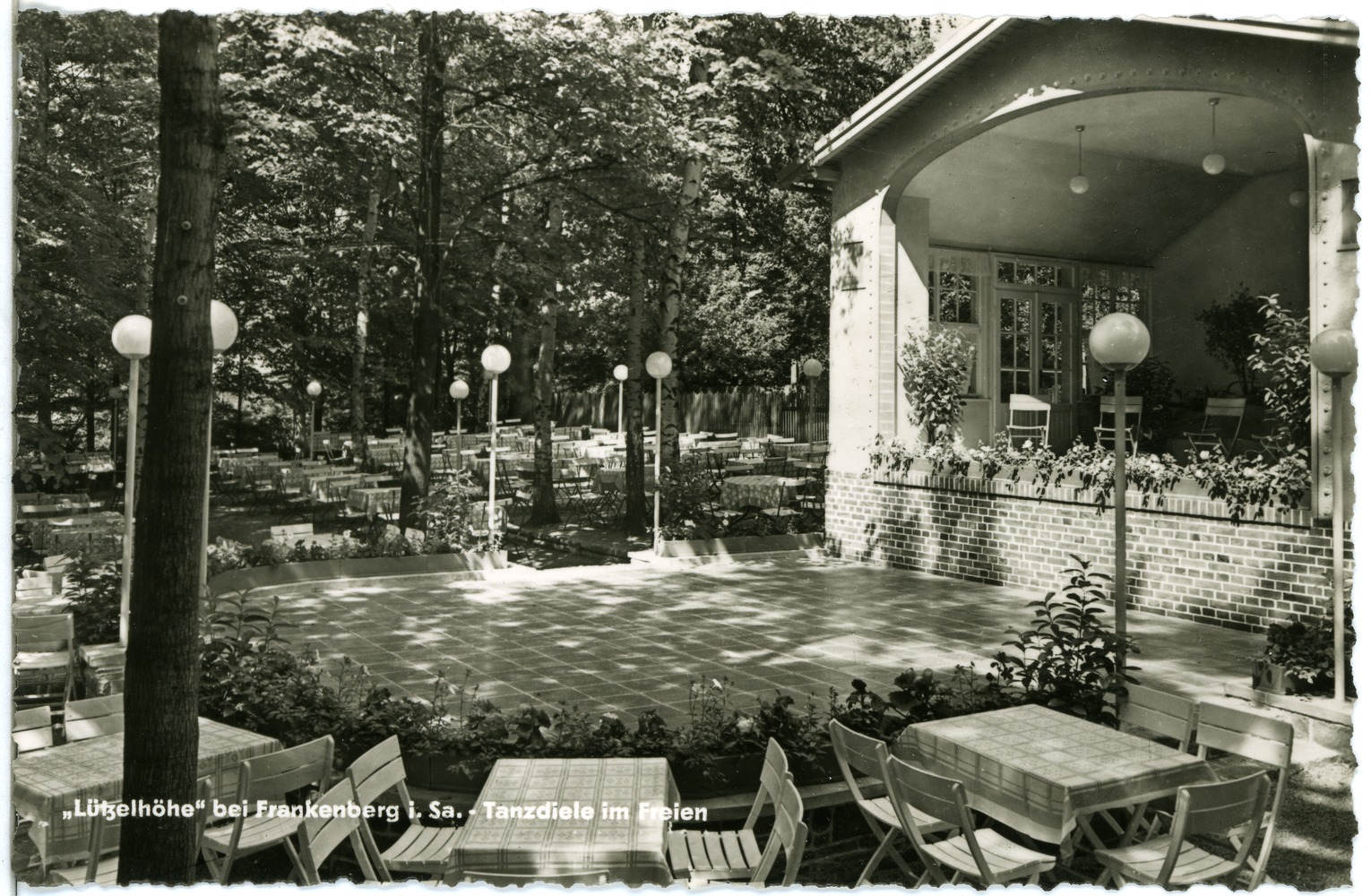
Tanzdiele im Freien 1938

Diele ist ein inzwischen weitgehend veralteter Begriff zur Bezeichnung von Lokalen.
Der Begriff entstammt dem Norddeutschen, wo der Begriff „Vorraum“ bedeutet. Abgeleitet vermutlich vom „Tanz auf der Diele“ wurde der Begriff Anfang des 20. Jahrhunderts für Tanzlokale verwendet. Allerdings findet sich bereits in Martin Kothings „Landbuch von Schwyz“ von 1850 ein Nachweis für den Begriff „Tanztili (i.e. Tanzdiele)“ für damals von Amts wegen betriebene Tanzlokale, deren Existenz Kothing bis auf das Jahr 1798 zurückführt. (In der Schweiz bedeutet Dili/Tili heute jedoch meistens (Holz)decke. Es gab da einen Bedeutungstransfer. Der Fussboden z.b. des zweiten Stockes, ist die Decke des Erstens.) 
Der Begriff wurde in der ersten Hälfte des 20. Jahrhunderts teils als generischer Bezeichner verwendet (so war z. B. vom „Dielenbummel“ die Rede), war aber auch Namensbestandteil zahlreicher Lokale, so gab es z. B. in Berlin in den 1920er Jahren die „Monokel-Diele“ oder die „Hohenzollern-Diele“.
Analog zur „Tanzdiele“ wurde auch der Begriff „Eisdiele“ gebildet, hier ist der Namensbestandteil auch in der Gegenwart weiter in Gebrauch geblieben.

## Nachweise
1. 1 2  
Friedrich Maurer, Heinz Rupp: Deutsche Wortgeschichte Teil 2, 1974, S. 594, ISBN 978-3-11-003619-0
2. ↑  
Martin Kothing: Das Landbuch von Schwyz in amtlich beglaubigtem Text, Beyel, 1850, S. 294